# Sohrawardi
 Šihāb ad-Dīn Suhrawardi (numele complet Šihāb ad-Dīn Suhrawardi) (în persană شهاب‌الدین سهروردی, în arabă شهاب الدين يحيى السهروردي) (n. 1155, Persia - d. 1199, Alep) a fost un filosof persan, un sufit și fondatorul filosofiei iluminării ale cărei baze sunt reprezentate de concepțiile lui Zoroastru și ale lui Platon. Numit adesea ascet rătăcitor (derviș), šayḫ al-maqtūl, šayḫ aš-šaḫīd (șeicul martir) și chiar šayḫ al-ʹišrāq (șeic al filosofiei iluminative), celui căruia și-a revendicat reînsuflețirea tradiției și gândirii persane, recunocând în egală măsură veridicitatea teoriei platoniciene și având drept vector principal spiritualitatea, i s-a conferit prin naștere doctrina persană, iar prin credință s-a remarcat în calitate de musulman. Suhrawardī este cunoscut posterității grație metafizicii sale, împărtășită inițial prin în ontologia luminilor, marcată de o perspectivă șiită și răspândită mai târziu în cadrul școlii din Ispahan. De asemenea el a fost fondatorul unei secte a cărei nume este al -ʼIšrāqiyyūn, în timp ce un alt ordin de derviși care îi urmează doctrina se numește Hūraḫšiyya.

## Biografie
Pregătirea științifică a avut un rol extrem de important în ceea ce avea să se constituie în înțelepciunea de mai târziu. Studiază în [Azerbadjan], la Marāġa, îndrumat fiind de către Majd al-Dīn Ğīlī. Mai târziu la Ispahan își va însuși gândirea avicenniană grație lucrărilor lui ʻUmar ibn Sahlan Sawaji. Iar în sud-vestul Anatoliei și la curtea selgiukizilor din Rum,are șansa de a se afla sub oblăduirea lui Diyar Bakr și de a dedica una din lucrările sale :
ʼAlwāḥ ʻImādiyya (Cartea Tabletelor)lui ʻImad al-Dīn Arslan, emirul Kharput-ului. În jurul vârstei de treizeci de ani ajunge la Alep, unde deși prieten cu fiul lui Saladin, al-Malik Al-Zahir, va fi ucis în urma unor serii de precepte afirmate, potrivit 
cărora Dumnezeu va mai putea crea un profet (nabi), ceea ce ulemalele și implicit comunitatea acelui timp nu au putut accepta.

## Tematica călătoriei nocturne
Demnă de menționat este și influența din partea credinței islamice, tematica călătoriei nocturne a profetului, care a constituit un arhetip și pentru medițațiile teosofilor islamici, remarcându-se în majoritatea lucrărilor sale. Călătoriile spirituale  se reflectă astfel în lucrări ca : 'Agl-i surk (Intelectul roșu ?-persană), Awaz-i par-i Jibrti (Freamătul aripei lui Gabriel), Luġat al- mūran (Limbajul furnicilor). Un alt laitmotiv reprezentativ și prezent în textul coranic este și  lumina lăuntrică (sakīna ), lumina pe care misticul o descoperă în calea sa spre cunoașterea divină (maʻrifa). Termenul apare mai ales în tratatul Safir-e Simorgh și reprezintă pentru Suhrawardī al doilea tip de lumină pe care neofitul o va descoperi în drumul inițiatic prin cele patru lumi ce urmează a fi analizate mai jos. Termenul are conotații religioase, fiind recurent în  textul coranic în câteva versete. Astfel în sura 9, Dumnezeu pogoară lumina asupra profetului atunci când este în Peșteră cu Abū Bakr , în timp ce în sura 48 lumina este pogorâtă în inimile credincioșilor .

## Filosofia iluminării

### Etimologia noțiunii de "ʼišrāq "
Literal noțiunea de "išrāq" desemnează aurora consurgens-primele raze ale zorilor, în timp ce mašriq este utilizat în sensul denotativ, de spațiu. Sensul conotativ  este acela al unei cunoștințe ce reprezintă însuși Orientul cunoașterii  care pentru Suhrawardī se confundă cu lumina absolută (ʼ išrāq). Henry Corbin adaugă faptul că noțiunea este asociată ideii de xvarnah, ale cărei origini se regăsesc în credința mazdeană și reprezintă lumina cunoașterii supreme, echivalentui termenului de "doxa" din elină .
Philip Hitti îi atribuite filosofiei sale origini maniheist- zoroastrine , adăugând că procesul de cunoaștere specific este acela al unei iluminări prin intermediul spiritelor sferelor. De altfel se subliniază și faptul că această teosofie ar fi fost marcată în secolul XII de ,,începutul unei ample mișcări de organizare a vieții religioase, corespunzătoare ordinelor monahale din creștinismul medieval”, adăugând și că ,,Ibn ͑Arabī, exponent al curentul iluminist (͑išrāqī) sau pseudo-empedoclean, neoplatonic și panteist întemeiat de Ibn Masarra și ben-Gabirȍl, a conturat cadrul general al filosofiei speculative sufite” .
Suhrawardī, ,,acest șiit convinsʼʼ își revendică o filiație care se regăsește în teologia persană preislamică Acesteia i se adaugă o serie de ideologii epistemologice care evidențiază tradiția greacă, în special manifestările lui Empedocle, ale lui Pitagora și mai ales cele aparținând lui Platon și lui Hermes Trismegistul .
Așadar este vorba de o iluminare asupra trecutului, de o revigorare, de o reiterare a unei filosofii deja existente, dar care în această etapă joacă rolul de bază pentru ceea ce s-a numit ,,filosofia iluminării”. Revenind la caracterul eclectic al operei suhrawardiene, amintim și faptul că Henry Corbin accentuează  încorporarea tradiției alchimice în această teosofie, un rol hotărâtor fiind acela al unor gânditori precum Aḫī Aḫmiīn sau Ḍū al-Nūn Miṣrī. O alta sursă a acestei filosofii ar fi și o categorie de preoți egipteni care se pretindeau a fi copii surorii lui Hermes, sau care l-ar fi avut în calitate de profet pe Seth, fiul lui Adam, ceea ce ar stabili legătura lor mai puțin fericită cu sabeenii din Ḥarran si cu gnosticii sethieni, care îl identificau pe Seth fie cu Hristos, fie cu Zaratustra .

### Influența elină
Cât despre rolul gândirii eline, încă se problematizează adevăratele influențe de către specialiștii contemporani. Într-o recenzie a cărții lui John Walbridge se subliniază faptul că John Walbridge se îndreaptă către o altă perspectivă de interpretare suhrawardiană, accentuând  influența platoniciană și nicidecum cea zoroastriană, așa cum postulează și Corbin. Analizând această interpretare, Gutas precizeaza că este evident faptul că Platon l-a influențat mult mai mult pe Suhrawardi decât a făcut-o Avicenna, din moment ce este evident în însăși opera sa. Teoria lui Gutas vine să desființeze cea a lui Walbridge, a cărui părere - făcând referire la maniera în care textele eline i-au parvenit lui Suhrawardi este aceea că filosoful a cunoscut doar ,,câteva oase, din marele dinozaur care se numea platonismul pitagorizantʼʼ.
Pe de altă parte, Grete Tartler îl atașează neoplatonismului avicenian. Percepția sinelui joacă un rol crucial în trecerea care marchează etapa finală a inițierii, și accederea la o nouă etapă spirituală. Această renaștere spirituală presupune  o conștientizare și o infiltrare în identitatea noului eu, consolidat printr-o serie de experiențe revelatoare, așa cum însuși Hossein Ziai concluzionează : ,,The only requirement is that an essence perceives itself”  

### Treptele cunoașterii
În articolul ,,Hyle , Psyché  et pneuma ou les trois types d’hommes ʼʼ François Favré , conturează o antropologie ternară care, potrivit teoriei sale este caracteristică gnozei universale, așa cum și Henry Corbin teoretizează. Astfel dimensiunile ontologice sunt: carnală (hylique), spirituală (psychique) și morală (pneumatique) fiecare dintre aceasta având corespondent în planul corpului (ğism). Așadar această triplă realitate, cum el însuși o denumește, s-ar regăsi, și la ,,filo-teosofulʼʼ iranian Suhrawardī, pentru care lumea ar fi împărțită în trei : lumea inteligențelor (jabarūt), lumea sufletelor (malakūt) și lumea corpurilor materiale (mulk) (Favré: 58). Această teorie este infirmată de Roxanne Marcotte, ea punctând în articolul,, Suhrawardiʼs realm of the imaginal, principiul din Ḥikmat al-ʼIšrāq, potrivit căruia există patru lumi posibile. În explicarea acestei aserțiuini  aduce în discuție perspectiva lui Corbin care a menționat că  fiecare lume are propria realitate si propria funcție noetică, iar realitatea care îi corespunde are la rândul ei o realitate ontologica. (Corbin, 2003 : 60).
La rândul ei, spațiul materializat în teosofia suhrawardiană la nivel abstract în lume (‘ālam ) se distinge prin anumite particularități. Ceea ce este necesar a fi diferențiat este lumea imaginală (‘ālam almithāl) care, în ceea ce privește filosofia iluminativă, se confundă cu lumea luminilor, unde principiul suprem este lumina luminilor, sau lumina divină. Astfel, în primul tratat din lucrarea Ḥikma al-ʼišrāq, Suhrawardī menționează că aparentul este ceea ce nu trebuie definit sau explicat din ființă. Acest lucru se regăsește în esența luminii care este independentă de orice definiție. Lumina este ghanī (ceea ce îți ajunge sieși). În opoziția acestuia este faqīr. În acest moment intervine ierarhia principiilor ființei. Materia este divizată în lumină și u (ḍawʻ). Lumina este divizată la rândul ei într-o lumină care este calitate pentru un alt element (nūr ʻāriḍ) și lumina pură (maḥḍ), imaterială (nūr mujarrad). Cât despre tot ceea ce în propria realitate esențială nu este lumină, această particularitate se divizează în ceea ce este independent de un substrat (maḥall) și ceea ce se numește calitatea tenebroasă, adică calitate pentru altceva, Barzaḫ-ul este corpul, entitatea prin care lumină, în urma retragerii, continuă paradoxal să subziste. Tenebrele (zulma) nu exprimă decât absența luminii. De aceea tot ce nu vu va fi luminos sau luminescent, va purta denumirea de tenebros. Excepția intervine la ceea ce se distinge ca a fi soare sau alți aștri, întrucât acestea sunt barzaḫ-uri din care lumina nu se va retrage niciodată. Acestea, potrivit lui Suhrawardī, sunt o condiție pentru existența barzaḫ-ului, distingându-se printr-o luminescență permanentă, la care de adaugă o lumină permanentă care se aadugă condiției lor și care subzistă în ele. Barzaḫ-ul e clasificat astfel nu ca o lumină pură, ci ca una care este calitate pentru altceva (nūr ʻāriḍ)), o lumină obscură. În plus majoritatea calităților tenebroase sunt cauzate de lumină.
În cel de al patrulea tratat din Ḥikmat al-ʼ išrāq, Suhrawardī afirmă că lumina nu preexistă corpului, căci fiecare individ (šaḫs) are o esență care se cunoaște pe sine și care își cunoaște stările, care sunt ascunse celorlalți. Dacă luminile ar preexista corpului, unitatea nu ar putea fi imaginată. Ceea ce trebuie evidențiat este responsabilitatea spiritului pentru propria inițiere, motiv care este recurent în anumite scriituri suhrawardiene printre care și ,,Epistola asupra ipostazei copilărieiʼʼ, analizată și de Corbin pentru care cuvântul, învăluit într-un incomensurabil mister, este abordat  într-o manieră exhaustivă. Comentatorul atrage atenția asupra unui aspect revelator pentru renașterea spirituală:
,,Spre deosebire de celelalte patru [referire la o serie de nuvele ]ea nu precizeaza calitatea de înțelept ideal care este inițiatorul. Seria de parabole marcând etapele inițierii se împlinește dezvăluind sensul manifestărilor extazului care provoaca dansul cosmic.(samāʼ)(Corbin, 1983 : 16).
Prin analiza perceperii procesului de renaștere spirituală, care adesea se confundă cu visul, Henry Corbin sesizează că: ,,toate aceste relatări încep printr-o transpoziție într-un peisaj insolit, în timpul nopții, cu alte cuvinte în timpul somnului facultăți sensibile fac posibile viziunea pură a visului . Această afirmație vine în completarea perspectivei jungiene în viziunea căreia arhetipurile inconștientului sunt corespondente ale dogmelor religioaseʼʼ. În această manieră totul devine un soi de aforism al unei percepții pneumatologice, unde visul, starea de veghe apare ca un epifenomen în care perspectiva ancestrală predomină îndepărtând astfel orice urmă de platitudine. În această cheie, umanul oglindit în lumină, parcurge o serie de etape inițiatice așa cum bine reliefa și Eva de Vitray-Meyerovitch când afirma în lucrarea Rumi și sufismul că stările (ʼaḥwāl) care decurg din generozitatea divină sunt dăruite, iar stațiunile (maqamāt) sunt dobândite, obținându-se prin efortul depus în marele ğihād.
Însă înainte de începerea procesului de renaștere spirituală, de însușire a etapelor regăsirii, conform testamentului spiritual lăsat de Suhrawardī adepților săi, neofitul trebuie să practice timp de patruzeci de zile o viața spirituală, care constă în a nu se înfrupta din carne și a se hrăni cu un minimun de alimente, în scopul absorbirii de către lumina divină. Totodată drumul inițiatic îl va parcurge doar cel ce este capabil să înțeleagă călătoria iluminării, imperios necesar fiind în aceeași măsură stăpânirea doctrieni peripateticienilor.

### "Xvarnah"
Lumina este percepută ca un scop și drept o cale. Iluminarea reprezintă pe o scară valorică punctul terminus o dată ce misticul pornind pe axa descoperirii interioare dobândește lumina luminilor. El deține cheia către cunoașterea totală, cunoașterea supremă (xvarnah) și 
în acest fel dobândește posibilitatea transcenderii spațiului și timpului și își poate însuși cele patru universuri iluminatorii.
Pe calea renașterii spirituale, trecerea de la starea de entitatea opacă la entitatea transparentă, pură, are loc prin eliberare mistică (tağrīd), iar ascensiunea spiritului (anagoge) se realizează printr-un ciclu de inspirație (ʼilhām).
Lumile prin care spiritul trebuie să transceandă sunt : lumea luminilor dominatoare ( qāhira), a doua este aceea a sufletelor celeste ( mudabbira), a treia este lumea corpurilor (mulk), care surprinde dihotomia unor sfere corporale (barzaḫiyya) și anume sfere celeste și elemente sublunare. Ultima lume este cea imaginală, unde spiritul va cunoaște formele suspendate luminoase și tenebroase (ṣuwar muʻallaqa zulmāniyya wa mustanīra) unde apare fericirea estimativă. ( as-saʻāda al-wahmiyya, lume la care au acces doar cei ce au dobândit puritatea morală. Totul depinde și de formele imateriale (ʼašbāh mujarrada), prin intermediul cărora are loc renașterea corpurilor (baʻṯ al-ʼağsād) și se cunoaște lumina cea mai apropiată (nūr al-ʼaqrab) sau prima inteligență, Bahman.
Prin urmare, totul se petrece într-o lume intermediară, o magia imaginatio așa cum o numea Jacob Boehme. Totul va avea loc într-o lume unde se vor actualiza arhetipuri în individualitatea permanentă (Corbin, 83 : 21). Al cincilea tratat din Teosofia iluminării, analizează în a noua epistolă stările mistice, menționându-se profunda legătură dintre substanța cosmosului și spirite în timpul iluminării. În plus se amintește de un decret divin preeten pentru care o cerere de ajutor al unui individ este o cauză pentru răspunsul divin.
Lumina care guvernează orice trup și din care se purcede în călătoria inițiatică este numită nūr Espahbad. Prima lumină, care se dezvăluie novicelui este asemenea unei lumini puternice, de scurtă durată însă, care emană un soi de toropeală asupra creierului și prin intermediul căreia se transmite o bucurie subtilă și tandră, fiind determinată de puterea iubirii. Această lumină este condusă de o putere dominantă (quwwa ʻarriyya) care se manifestă precum un cântec de tobă  dublă și de trompetă, care de cele mai multe ori îl sperie pe începător sau îi afectează intens înțelegerea (tafakkur) și imaginația (taḫayyul). Următoarea treaptă este aceia a apropierii de Dumnezeu (sakīna), totul culminând cu întâlnirea cu slava divină (ʼšrāq).

## Influența asupra sufismului de influență șiită
După cucerirea mongolă în secolul XIII, pe ruinele fostelor școli filosofice au apărut case de derviși. Yves Thoraval semnalează continuitatea fundamentelor suhrawardiene, care ,,exercită și acum o influență profundă asupra gândirii mistice din cadrul șiismului iranianʼʼ. Mai târziu, așa cum Henry Corbin relatează în ,,Omul și îngerul săuʼʼ la începutul perioade safavide (secolul XVI) gândirea suhrawardiană s-a reflectat în lucrările unor maeștri spirituali ai Școlii din Ispahan, precum Mīr Damad și Molla Ṣadrā. Totodată de remarcat este atât influența asupra gnozei de influență șiită duodecimană, în special la gânditori precum Ibn Abī Jomhūr sau Ḥaidar Āmolī, cât și apariția  în spațiul irakian a ordinului Suhrawardiyya înființat de Shihāb al-Dīn al-Suhrawardī, născut la Bagdad și mort în 1168. Acest ordin s-ar fi raspândit mai cu seamă în Orientul islamic, ajungând să aibă o prezență semnificativă chiar și în India .
Aceeași informație se regăsește și la Ibn Battuta, în consemnările sale cu privire la călătoriile efectuate în Africa de Nord și la Mecca, unde se menționează că autorul a întâlnit în drumul său un grup de suhrawardi în Persia. El povestește că traversând țara Lur-ului, ajunge laIspahan pentru a se caza într-o zāwiya fondată de un anume Ali bin Sahl, discipol al lui al-Ğunayd al-Baġdādī. Acolo primește, după un sejur de paisprezece zile, în aprilie sau mai 1327, un kulah, o bonetă a sufiților din ordinul Suhrawardi, care nu a reprezentat întocmai o inițiere, ci mai curând i-a permis să își lărgească universul de cunoaștere. Battuta mai consemnează că ordinul a fost înființat de două personaje, unchi și nepot,Abū al-Najib Suhrawardī (1097-1168),Abū ͑ Hafs Umar Suhrawardī (1145-1234), acesta din urmă fiind favoritul califului ʻabbasid al-Nasir și adevăratul fondator al ordinului, reprezentând un sufism ortodox, mai intelectual decât popular, mai conformist decât contestatar. Se pare că ordinul s-ar regăsi și în India în acea perioadă, unde reprezentantul principal al confreriei ar fi Zakariya Bahāʼ al-Dān(1183-1267) .
De asemenea în secolul XIX curentul suhrawardian a exercitat influențe asupra principiilor fundamentale ale gânditorilor epocii Qājār, dintre care îi menționăm pe Mollā Zonūzī și pe Mollā Hādī Sabzavārī. O altă direcție demnă de menționat ar fi și influența asupra operei lui Shayḫ ʼAḥmad Aḥsaʹī, fondatorul școlii Shaykhī care după sfârșitul secolului XVIII a reprezentat efortul cel mai original de creație spirituală din sânul șiismului modern. . 

## Opera

### Lucrări în limba persană
- Partaw Nama ("Tratatul despre iluminare")
- Hayakal al-Nur al-Suhrawardi [Sohravardi, Shihaboddin Yahya] (1154–91)
- Hayakil al-nur(Formele luminii), ed. M.A. Abu Rayyan, Cairo: al Maktaba al-Tijariyyah al-Kubra, 1957.
- Alwah-i imadi ("Cartea Tablelor")
- Lughat-i Muran ("Limba termitelor")
- Risalat al-Tayr ("Epistola păsării")
- Safir-i Simurgh ("Chemarea lui Simurgh")
- Ruzi ba jama'at Sufiyaan ("O zi cu cei din comunitatea sufi")
- Fi halat al-tifulliyah ("Despre starea copilăriei")
- Awaz-i par-i Jebrail ("Cântecul aripii lui Gabriel")
- Aql-i Surkh ("Intelectul roșu")
- Fi Haqiqat al-'Ishaq ("Despre realitatea iubirii")
- Bustan al-Qolub ( Grădinile inimilor )

### Lucrări în limba arabă
- Kitab al-talwihat
- Kitab al-moqawamat
- Kitab al-mashari' wa'l-motarahat, text editat de H. Corbin, Tehran: Imperial Iranian Academy of Philosophy, și Paris: Adrien Maisonneuve, 1976; vol II: I. Le Livre de la Théosophie orientale(Kitab Hikmat al-ishraq)
- Mantiq al-talwihat, ed. A.A. Fayyaz, Tehran: Tehran University Press, 1955.
- Kitab hikmat al-ishraq (Cartea filosofiei iluminării), traducere de H. Corbin, editare și introducere de Christian Jambet